# Makam Habib Noh
El Makam Habib Noh o bien Keramat Habib Noh es un famoso mausoleo de la comunidad musulmana en Singapur. Situado en la colina entre Palmer Road y East Coast Parkway. Hoy el mausoleo y la mezquita son propiedad de Majlis Ugama Islam Singapura (MUIS). 
Syed Habib Noh Al Habsyi nació a bordo de un buque en el año 1788 (1202/3 Hajirah). Algunos musulmanes creen que él era un descendiente directo del profeta Mahoma. (Syed o Sayyid es un título honorífico dado a los descendientes del Profeta Mahoma). Sus padres eran árabes de Hadramaut, el área del sur de Arabia, que ahora se conoce como Yemen.